# Rosyjska kursywa

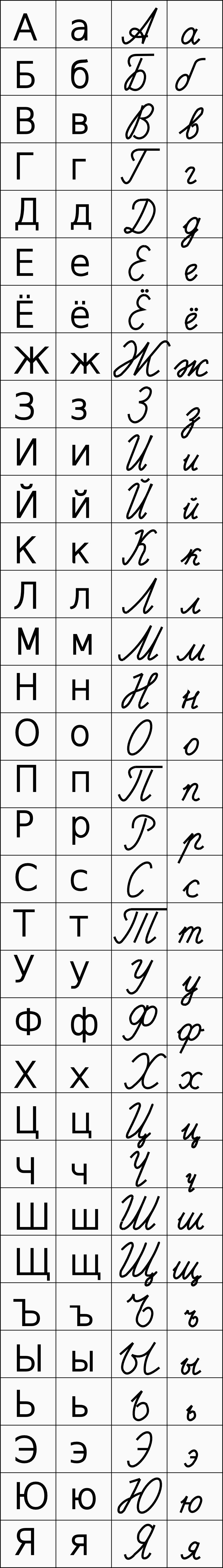
Zestawienie rosyjskich liter drukowanych i pisanych ręcznie

Rosyjska kursywa (ros. (ру́сское) рукопи́сное письмо́, „(rosyjskie) pismo ręczne”) – forma współczesnej cyrylicy służąca do zapisywania języka rosyjskiego ręcznie, w opozycji do liter drukowanych używanych w urządzeniach elektronicznych bądź w druku. Również rosyjskie drukowane litery pochylone bazowane są na ich formie w piśmie ręcznym (tak jak na przykład małe т, które przypomina swoją formą łaciński znak m). Znaczna większość rosyjskiego pisma ręcznego przyjmuje taką formę, najczęściej używana jest w prywatnych notatkach i listach oraz w szkołach, gdzie dzieci uczone są jak pisać kursywą już od pierwszej klasy.

## Historia

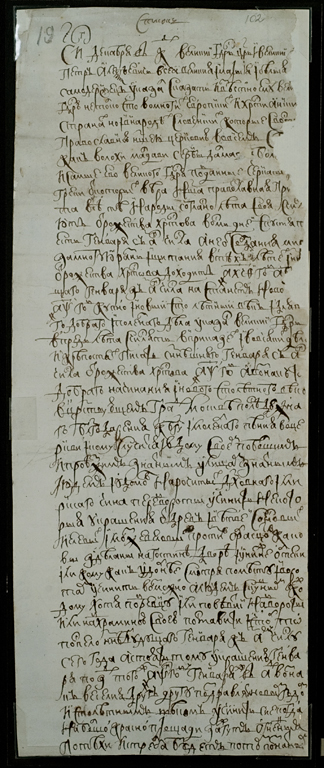
Pochodzący z XVII wieku ukaz napisany kursywą sądową

Rosyjska (oraz ogólnie każda inna bazująca na cyrylicy) kursywa powstała w XVIII wieku, na podstawie wcześniejszych pism tachygraficznych (ско́ропись ‘skoropis’, „szybkie” lub „biegające” pismo). Stała się pisanym odpowiednikiem tzw. „cywilnego” lub piotrowego pisma drukowanego. Współczesne małe litery pochyłe pisma drukowanego bazowane są w większości na kształcie liter z kursywy.
Kształty znaków rosyjskiej kursywy dzielą wiele podobieństw z literami kursywy alfabetu łacińskiego. Dla przykładu, współczesne rosyjskie litery „АВДЕИКМНОРСУХ авдезиопрстухч” pisane kursywą są bardzo podobne do łacińskich „ABDEUKMHOPCYX abgezuonpcmyxr” (𝒜ℬ𝒟ℰ𝒰𝒦ℳℋ𝒪𝒫𝒞𝒴𝒳 𝒶𝒷ℊℯ𝓏𝓊ℯ𝓃𝓅𝒸𝓂𝓎𝓍𝓇), mimo posiadania w niektórych przypadkach zupełnie innych przypisanych dźwięków. Zarówno normalne, jak i pochyłe pismo drukowane nie wykazuje aż takiego podobieństwa.
Nie można mylić historycznego rosyjskiego skoropisu ze współczesną kursywą oraz stenografią, która często nazywana jest skoropisem, mimo bycia zupełnie inną rzeczą.

## Forma
Rosyjska kursywa bardzo przypomina szerzej rozpowszechnioną kursywę łacińską, jednak w odróżnieniu od niej rosyjskie pismo ręczne jest w zasadzie uniwersalnie oparte na kursywie, kiedy w kursywie łacińskiej najpopularniejsze są idiosynkratyczne systemy łączące litery drukowane i ręczne.
Istnieje nieco dwuznaczności biorących się z faktu, że kilka z małych liter składa się (w całości lub częściowo) z elementu, który jest identyczny jak łacińska litera ı bez kropki z pisma ręcznego, grecka litera ι oraz połowa litery u z cyrylicy, między innymi и, л, м, ш, щ, ы. Z tego powodu, niektóre kombinacje tych liter nie mogą być jednoznacznie rozszyfrowane bez znajomości języka lub bez szerszego kontekstu. Dla przykładu, w słowach волшебник, „czarodziej” oraz домик, „domek” kombinacje лш (лш) i ми (ми) wyglądają identycznie. Słowo лишишь, „pozbędziesz” zapisane kursywą składa się prawie tylko z tych elementów. Istnieją przykłady innych słów, które zapisane kursywą wyglądają absolutnie identycznie, np. мщу, „mszczę” i лицу, „twarzy [celownik]”.

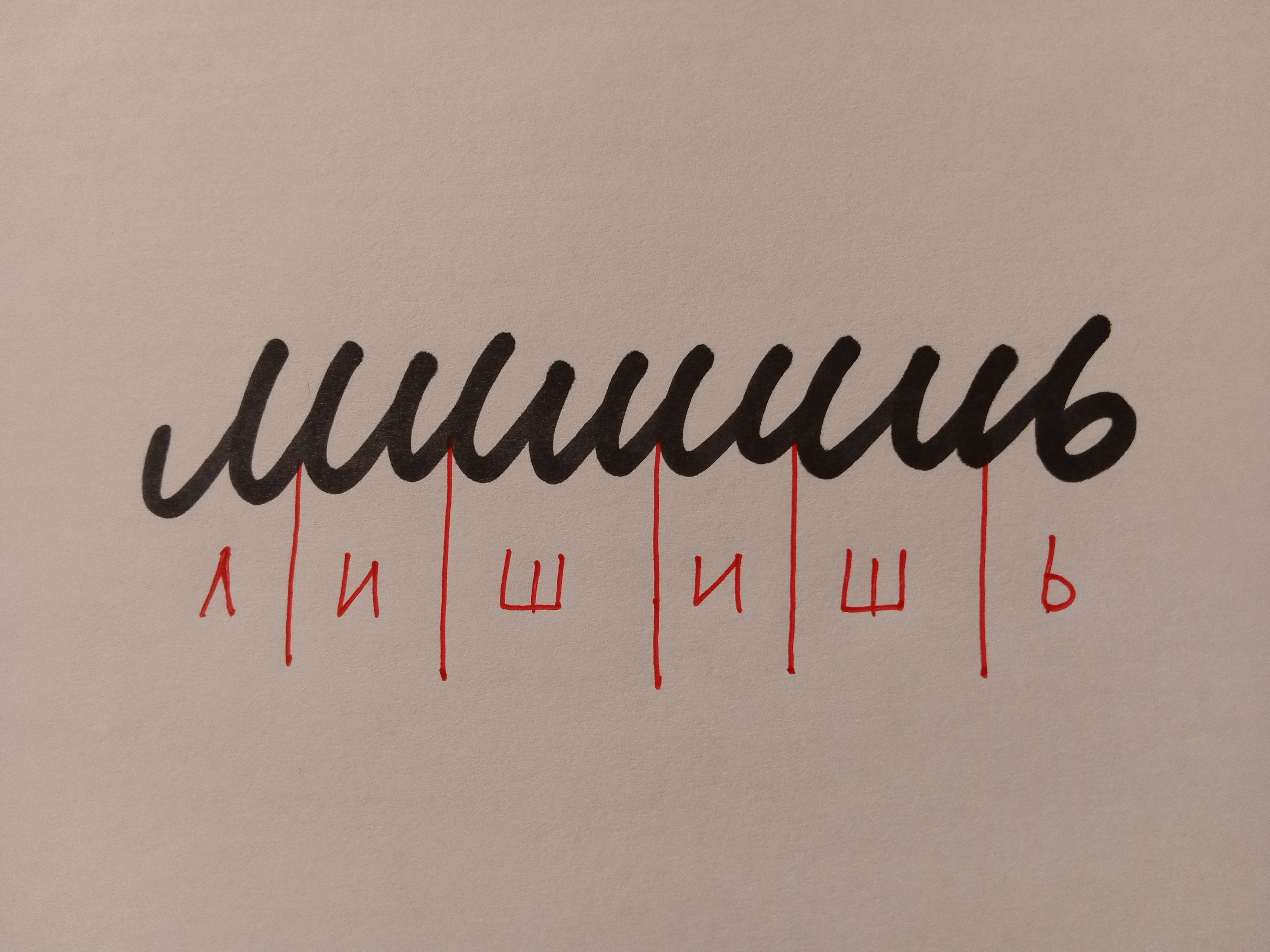
Słowo "Лишишь"

W niektórych formach kursywy różnica w zapisie pomiędzy т a ш może stać się ledwo widoczna, gdyż obie są zapisywane w kształtach albo m albo ɯ. Aby pozbyć się tej dwuznaczności, pozioma kreska może zostać napisana nad znakiem (jak m̅ lub rzadziej ɯ̅) jeśli to т, lub poniżej (jak ɯ̲ lub rzadziej m̲) jeśli to ш. Pisanie litery т w jej drukowanej formie (kształt T) zamiast typowego kształtu m jest często spotykane.
Litera д może również być zapisana w postaci ∂.
Parę liter rosyjskiej cyrylicy różni się od kursywy używanej w języku serbskim i macedońskim. Z tego powodu serbskie/macedońskie г i п są pisane tak jak łacińskie i oraz u z makronem (ī oraz ū), a litera т jest zapisywana w kształcie litery ɯ̅.

## Tabele

Standardowa współczesna rosyjska kursywa zawierająca duże i małe litery, uczona w szkołach
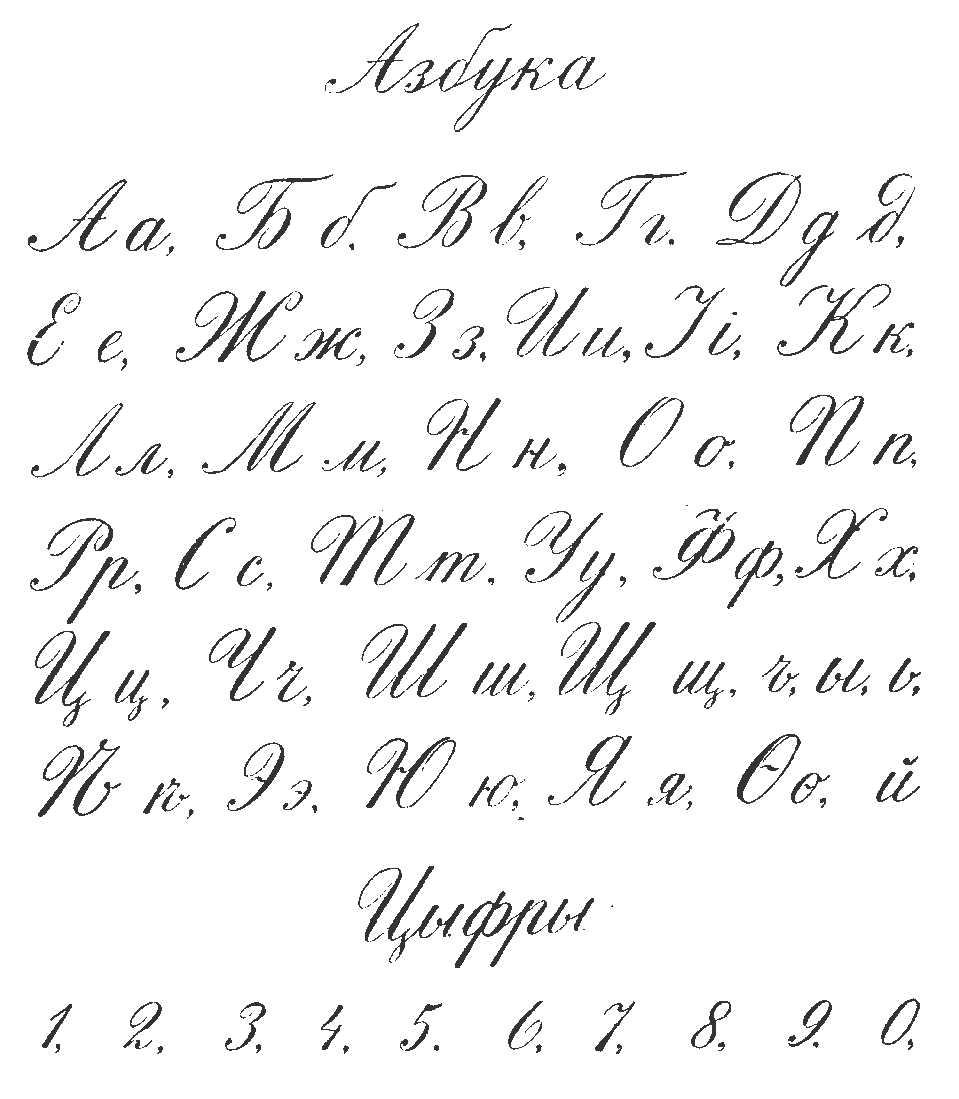
Rosyjska kaligrafia z podręcznika szkolnego (1916)
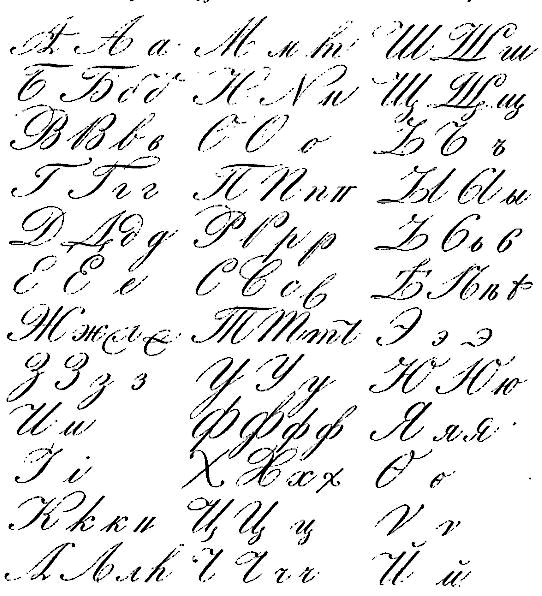
Dziewiętnastowieczne kaligraficzne warianty liter rosyjskiej kursywy